# Phortica lambda
Phortica lambda är en tvåvingeart som först beskrevs av Masanori Joseph Toda och Peng 1990.  Phortica lambda ingår i släktet Phortica och familjen daggflugor. Inga underarter finns listade i Catalogue of Life.